# うたって・ゴー
『うたって・ゴー』は、NHK教育テレビジョンで1974年4月12日から1996年3月13日まで放送されていた小学校2年生向けの学校放送（教科：音楽）である。映像は当初からカラー放送。音声は当初モノラル放送だったが、1990年10月1日に東名阪の教育テレビが音声多重放送を開始したのに伴い、翌10月2日からステレオ放送となった。

## 概要
昭和48年度（1973年度）まで、小学校向けの音楽教育番組は、低学年向け「うたいましょうききましょう」、中学年向け「みんなの音楽」、高学年向け「音楽教室」が放送されていた。昭和49年度より、視聴対象を1-3年生に集約し、各学年1本の音楽番組に組み替えることとなった。「うたいましょう ききましょう」の時間帯に1年生向け「ワンツー・どん」、「みんなの音楽」の時間帯に2年生向け「うたって・ゴー」、「音楽教室」の時間帯に3年生向け「笛はうたう」（翌年より「ふえはうたう」に改題）が一斉にスタートした。
「うたって・ゴー」は他学年の音楽番組の出演経験がある出演者が多い。堀江美都子は1972年度、細野高裕は1974～1978年度「なかよしリズム」に出演していた。クニ河内は「ワンツー・どん」、宮内良は1979年度～1980年度「おかあさんといっしょ」（未就学児向け）、藤井秀亮は「ふえはうたう」の出演経験がある。1985年度の冬休み、7年にわたって出演してきた立川清登が急逝したため、3学期から加賀清孝が急遽引き継いだのが唯一の途中交代である。クニが10年間、立川が7年弱、加賀が5年強と、息の長い男性出演者がいる一方、女性出演者は1年限りも多い。また、基本的に複数年度出演している場合出演期間は連続しているが、合計2年間出演した堀江のみ1978年度と1981年度に出演と、別年度での単年度出演となっている。出演者の立場は「お兄さん・お姉さん」とは自称せず、「○○さん」であった。数少ない例外は、アニメ歌手として「ミッチ」の愛称が確立していた堀江くらいである。児童の斉唱を重視する「ワンツー・どん」に対し、「うたって・ゴー」では杉並児童合唱団や多摩少年少女合唱団を主とした児童の真似っこ・掛け合い・重唱を多用した。中には主旋律よりも高い高音パートを設定した重唱編曲やシンプルながら1曲踊り続ける長い振り付けもあり、難度の高い演奏を展開した。曲目は文部省唱歌や既存の愛唱歌、邦訳した海外の愛唱歌、70年代には「今月の歌」と称した新作など幅広い。日本語詞「ゆかいな牧場」が知られているにもかかわらず、あえて原曲「Old MacDonald Had a Farm」の邦訳を演奏したこともある。それに加えて、クニ河内や白石哲也が楽器紹介や楽典学習を仕込んだゲームを展開するコーナーを持ち、座学に陥りがちな基礎学習に刺激を与えてきた。
22年間にわたり、リニューアルされながら放送が続けられたが、平成8年（1996年）度より1・2年生向けの新番組「まちかどド・レ・ミ」を立ち上げることになったため、「ワンツー・どん」とともに1996年3月をもって番組を終了。1・2年生を分離した「ワンツー・どん」と「うたって・ゴー」が並立した22年間は、1・2年生共通番組であった前番組「うたいましょう ききましょう」の19年、「まちかどド・レ・ミ」と「ドレミノテレビ」を合わせた10年より長いものとなっている。

## 放送時間
いずれも日本標準時、別の時間帯での再放送あり。
| 期間                          | 放送時間                                           |
| ----------------------------- | -------------------------------------------------- |
| 1974年4月12日 - 1976年3月15日 | 金曜日 13:20 - 13:40                               |
| 1975年4月11日 - 1979年3月16日 | 金曜日 11:20 - 11:40                               |
| 1979年4月11日 - 1982年3月17日 | 水曜日 10:45 - 11:00 移動とともに放送枠が5分縮小。 |
| 1982年4月7日 - 1990年3月14日  | 水曜日 11:00 - 11:15                               |
| 1990年4月3日 - 1992年3月10日  | 火曜日 09:00 - 09:15                               |
| 1992年4月8日 - 1996年3月13日  | 水曜日 09:00 - 09:15                               |

## キャスト
1974年度
早野凡平（お兄さん）、下条照也（お兄さん）、やまがたすみこ（お姉さん）、水の江じゅん（お姉さん）、望月康江（お姉さん）
1975年度
渡辺明（お兄さん）、石井雅子（お姉さん）
1976年度・1977年度
渡辺明（お兄さん）、森田英津子（お姉さん）、鈴木寿雄（リズムのお兄さん）
1978年度
立川清登（立川さん）、堀江美都子（お姉さん）、敏とし、上野哲（ピアノのお兄さん）ほか
1979年度・1980年度
立川清登（立川さん）、ラブリーズ（お姉さん:伊原好恵、青木房恵）、沼尻祐司（沼ちゃん）、チャチャ丸（声：杉山佳寿子）
1981年度
立川清登（立川さん）、堀江美都子（お姉さん）、ムックン（声：杉山佳寿子）
1982年度・1983年度
立川清登（立川さん）、竹田えり（お姉さん）、宮内良（お兄さん）、クニ河内（クニさん）、ムックン(声：杉山佳寿子)
1984年度
立川清登（立川さん）、泉里沙（お姉さん）、クニ河内（クニさん）、がく（声：中島千里）
1985年度
立川清登（立川さん、同年12月に急逝したため2学期分までの出演）、白島千絵 (お姉さん)、クニ河内（クニさん）、がく（声：中島千里）、加賀清孝（加賀さん、立川急逝後の3学期放送分からの出演)
1986年度・1987年度
加賀清孝（加賀さん）、白島千絵 (お姉さん)、クニ河内（クニさん）、がく（声：中島千里）
1988年度・1989年度
加賀清孝（加賀さん）、江原陽子（お姉さん）、クニ河内（クニさん）、がく（声：中島千里）
1990年度・1991年度
江原陽子（お姉さん）、クニ河内（クニさん）
1992年度・1993年度
白石哲也（先生）、藤井秀亮（ヒデさん）、阿部恵美子（お姉さん）、門山恭子（お絵描き歌のお姉さん）
1994年度・1995年度
白石哲也（先生）、細野高裕(ヒロさん）、阿部恵美子（お姉さん）

### 主題歌
- 1978年度-1983年度(?)　歌：立川清登(1981年度をのぞく)、堀江美都子(1978年度)、ラブリーズ(1979年度・1980年度)、東京放送児童合唱団(1981年度)、宮内良＋竹田えり(1982年度・1983年度)
- 1985年度-1989年度　作詞：西尾尚子 / 作曲：宇都宮安重 / 歌：立川清登(1985年度)、加賀清孝(1986年度-1989年度)、白島千絵(1985年度-1987年度)、江原陽子(1988年度・1989年度)、クニ河内(1988年度・1989年度)、中島千里(1988年度・1989年度)、東京放送児童合唱団
- 1990年度-　歌：江原陽子(1990年度・1991年度)、阿部恵美子(1992年度・1993年度)、東京放送児童合唱団